# 奈良光幹夫
奈良光 幹夫（ならひかり みきお、1972年2月5日 - ）は、奈良県奈良市出身で武蔵川部屋所属の元大相撲力士。本名は中原 幹夫（なかはら みきお）。身長179cm・体重116kg。最高位は東幕下30枚目。

## 人物
奈良市立都南中学校では相撲とラグビーで活動し、ラグビーでは県大会では準優勝。中学3年生の1986年に全国中学相撲選手権大会個人の部に参加、2回戦で敗退。中学卒業後、武蔵川部屋に入門し、1987年3月場所本名の「中原」で初土俵を踏む。1989年3月場所四股名を「奈良光」に改める。1990年11月場所三段目に昇進する。2年間三段目で取り続けていたが1993年から第五腰椎分離すべり症で1年半休場。1994年1月場所から番付外に落ちた。1994年11月場所で序ノ口に復帰し、この場所は7戦全勝し優勝した。その後は番付を上げ1996年7月場所幕下に初めて上がった。2001年5月場所限り引退した。部屋では和歌乃山の付け人を務め、相撲甚句の唄い手だった。

## エピソード
2001年に打撃の威力を測定するテレビ番組の企画で「武蔵川部屋の秘密兵器」として引っ張り出された。その機械に頭から突っ込み、威力は1ｔを超えた。その後同じ企画が大島部屋で行われ、旭光も1ｔ超えを出したため、二人の四股名から「仁義なき光戦争」と呼ばれた。

## 戦績
- 生涯成績：264勝252敗44休（82場所）

## 各段優勝
- 序ノ口優勝1回（1994年11月場所）

## 改名歴
- 中原 幹夫 （なかはら　みきお）1987年3月場所-1989年1月場所
- 奈良光 幹夫 （ならひかり　みきお）1989年3月場所-2001年5月場所